# ファブリツィオ・ミッコリ
ファブリツィオ・ミッコリ（Fabrizio Miccoli, 1979年6月27日 - ）は、イタリア・プッリャ州レッチェ県ナルド出身の元サッカー選手。元イタリア代表。現役時代のポジションはフォワード。
切れ味鋭いドリブル、小柄な体格からは想像できないシュート力が魅力。突破力を買われてウイングやサイドハーフでの起用もある。

## 経歴

### クラブ
12歳の時にACミランの下部組織に入団したが、ホームシックにかかり2年後にセリエC1に所属する故郷のクラブ、ASDヴィルトゥス・カザラーノに移籍した。16歳にしてファーストチームデビューを飾ると、すぐさま主力として活躍し、1998年に2部のテルナーナ・カルチョへステップアップした。テルナーナでも主力に定着し、4シーズン目には15ゴールを記録した。この活躍がユヴェントスFCの目に留まり、移籍が実現。2002/03シーズンはユヴェントスと良好な関係を築いていたルチアーノ・ガウチ会長のクラブ、ACペルージャに貸し出され、セリエAデビューを果たした。ペルージャでは加入当初こそ無名選手であったが、持ち前のスピードと両足からの強烈なシュートを武器に34試合9得点と結果を残したが、復帰したユヴェントスでは常時試合に出場することは叶わず、2004年夏、シーズン開幕後にACFフィオレンティーナへ共同保有の形で移籍。フィオレンティーナではともに自己最多の35試合出場12得点という好成績を挙げた。2005-06シーズンからはポルトガルのSLベンフィカにレンタルされ、UEFAチャンピオンズリーグ 2005-06ではマンチェスター・ユナイテッドFCやリヴァプールFCを破るアップセットに貢献した。
2007年にUSチッタ・ディ・パレルモに移籍金470万ユーロの3年契約で完全移籍。パレルモでの初シーズンは怪我に悩まされたが、2008-09シーズンには自己最多の14得点を記録。翌シーズンにはさらにそれを上回るリーグ3位タイの19得点を挙げ、パレルモのリーグ5位に貢献した。2011-12シーズンには2月1日のセリエA・インテルナツィオナーレ・ミラノ戦で3得点を記録し、それまでカルロ・ラーディチェが持っていたクラブ最多得点記録を73年ぶりに塗り替えた。翌2012-13シーズンは11月24日にセリエ通算100ゴールを達成したが、8ゴールに終わりクラブも降格となった。チームでも随一の高給取りであることもあり去就に注目が集まっていたが、6月23日に恐喝未遂と不正アクセスの疑いで検察に取り調べを受けた。この中で、Kalsaというパレルモ近郊のマフィアのボスの息子との密接な繋がりが発覚したばかりか、反マフィア活動に身を捧げた島の英雄ジョヴァンニ・ファルコーネを侮辱する会話をしていたことが明らかになった。間もなくミッコリはFIGCからの調査を受け、30日には涙ながらの謝罪会見を開いたが、コルレオーネ市の名誉市民権を撤回されるなどシチリアに居られる状況ではなくなり、最終的に故郷のレッチェへ移籍した。
2015年6月24日、マルタ・プレミアリーグのビルキルカラFCに1年契約で移籍したが、同年12月16日、契約解消および現役引退が発表された。

### 代表
イタリア代表としては2003年2月12日のホームでの親善試合・ポルトガル戦で初出場。およそ1年後の2004年3月31日のアウェーでの親善試合・ポルトガル戦で代表初得点を記録した。同年11月17日の親善試合・フィンランド戦では決勝点を挙げたが、それ以降代表での出場はない。2009/10シーズンの大活躍から2010 FIFAワールドカップメンバー入りを期待されたが、シーズン終盤の右膝の負傷などで招集されることはなかった。

### 引退後
2017年10月、恐喝の容疑で裁判所から3年6カ月の禁固刑を言い渡された。マフィアのメンバーである友人にディスコ運営資金の回収を指示したが、その友人が暴力的な手法で資金を回収したためだという。この判決に対し、本人は涙ながらに無罪を主張した。

## 人物
ディエゴ・マラドーナとプロレス団体のWWEの大ファンである。

## 個人成績
| クラブ             | シーズン | リーグ | リーグ | カップ | カップ | 国際大会 | 国際大会 | 合計 | 合計 |
| クラブ             | シーズン | 出場   | 得点   | 出場   | 得点   | 出場     | 得点     | 出場 | 得点 |
| ------------------ | -------- | ------ | ------ | ------ | ------ | -------- | -------- | ---- | ---- |
| カサラーノ         | 1996-97  | 27     | 8      | -      | -      | -        | -        | 27   | 8    |
| カサラーノ         | 1997-98  | 30     | 11     | -      | -      | -        | -        | 30   | 11   |
| カサラーノ         | 通算     | 57     | 18     | -      | -      | -        | -        | 57   | 18   |
| テルナーナ         | 1998–99  | 30     | 1      | 2      | 0      | -        | -        | 32   | 1    |
| テルナーナ         | 1999-00  | 33     | 9      | 7      | 0      | -        | -        | 40   | 9    |
| テルナーナ         | 2000–01  | 23     | 7      | 2      | 0      | -        | -        | 25   | 7    |
| テルナーナ         | 2001–02  | 34     | 15     | 4      | 3      | -        | -        | 38   | 18   |
| テルナーナ         | 通算     | 120    | 32     | 15     | 3      | 0        | 0        | 135  | 35   |
| ペルージャ (loan)  | 2002–03  | 34     | 9      | 6      | 5      | 2        | 2        | 42   | 16   |
| ユヴェントス       | 2003–04  | 25     | 8      | 6      | 1      | 6        | 1        | 37   | 10   |
| ユヴェントス       | 2004–05  | 0      | 0      | 1      | 0      | 0        | 0        | 1    | 0    |
| ユヴェントス       | 通算     | 25     | 8      | 7      | 1      | 6        | 1        | 38   | 10   |
| フィオレンティーナ | 2004–05  | 35     | 12     | 4      | 0      | -        | -        | 38   | 12   |
| ベンフィカ (loan)  | 2005–06  | 17     | 4      | 0      | 0      | 6        | 2        | 23   | 6    |
| ベンフィカ (loan)  | 2006–07  | 22     | 10     | 0      | 0      | 11       | 3        | 33   | 13   |
| ベンフィカ (loan)  | 通算     | 39     | 14     | 0      | 0      | 17       | 5        | 56   | 19   |
| パレルモ           |          |        |        |        |        |          |          |      |      |
| 2007–08            | 22       | 8      | 0      | 0      | 0      | 0        | 22       | 8    |      |
| 2008–09            | 30       | 14     | 1      | 0      | —      | —        | 31       | 14   |      |
| 2009–10            | 35       | 19     | 3      | 3      | —      | —        | 38       | 22   |      |
| 2010–11            | 21       | 9      | 4      | 1      | 3      | 0        | 28       | 10   |      |
| 2011–12            | 28       | 16     | 0      | 0      | 2      | 1        | 30       | 17   |      |
| 2012–13            | 29       | 8      | 1      | 2      | 0      | 0        | 30       | 10   |      |
| 通算               | 165      | 74     | 9      | 6      | 5      | 1        | 179      | 81   |      |
| レッチェ           | 2013-14  | 27     | 14     | 3      | 0      | —        | —        | 30   | 14   |
| レッチェ           | 2014-15  | 17     | 3      | 1      | 2      | —        | —        | 18   | 5    |
| レッチェ           | 通算     | 44     | 17     | 4      | 2      | —        | —        | 48   | 19   |
| ビルキルカラ       | 2015     | 11     | 6      |        |        |          |          |      |      |
| 総通算             | 総通算   | 530    | 191    |        |        |          |          |      |      |

## タイトル

### クラブ
ユヴェントス
- スーペルコッパ・イタリアーナ : 2003

### 個人
- コッパ・イタリア得点王 : 2002-03（5得点）[7]

## 関連人物
- パンタレオ・コルヴィーノ（※カザラーノ時代にミッコリをスカウトした人物。現フィオレンティーナSD。）